# Klooster Grgeteg

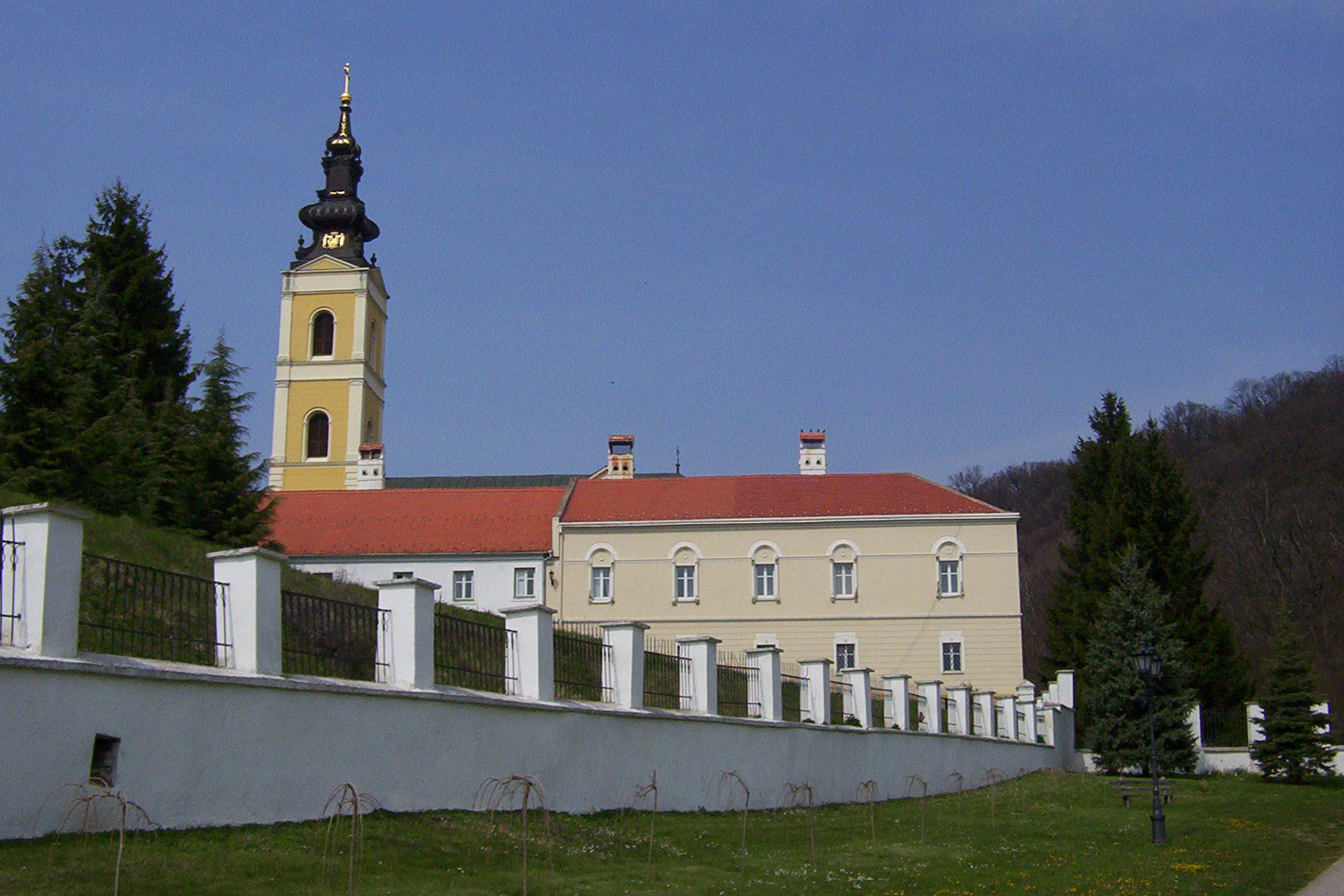
Klooster Grgeteg

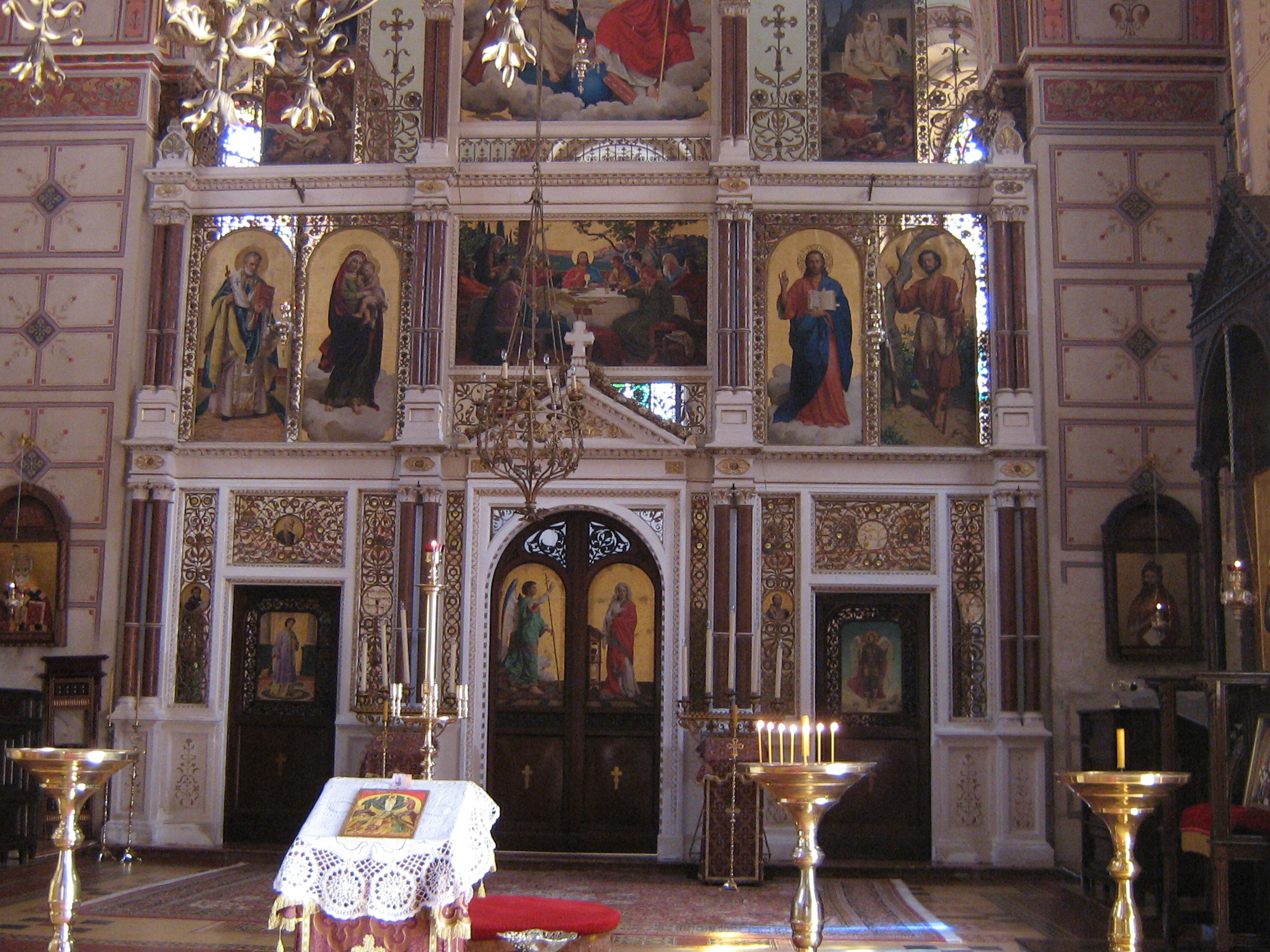
Klooster Grgeteg

Het klooster Grgeteg (Servisch: Манастир Гргетег, Manastir Grgeteg) is een Servisch-orthodox klooster gelegen in de Fruška Gora in de Servische autonome provincie Vojvodina. Volgens de traditie werd het gesticht door Zmaj Ognjeni Vuk. De vroegste historische vermeldingen van het klooster dateren uit 1545/1546.